# Província de Rafael Bustillo

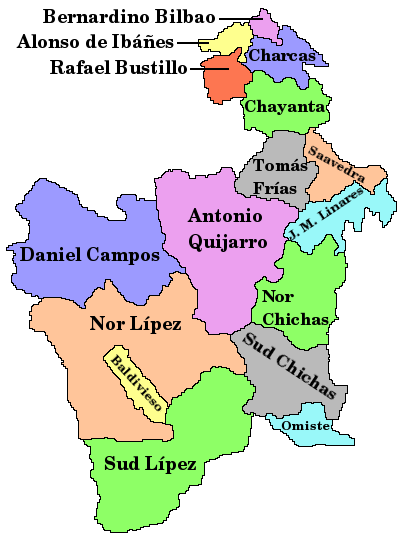
Les províncies del Departament de Potosí

La província de Rafael Bustillo és una de les setze províncies del Departament de Potosí, a Bolívia. La capital n'és Uncía.
Va ser creada el 1908 durant el primer govern d'presidente Ismael Montes Gamboa, quan es va separarla Provincia de Charcas (Potosí).